# Herpetopoma crassilabrum
Herpetopoma crassilabrum is een slakkensoort uit de familie van de Chilodontaidae. De wetenschappelijke naam van de soort is voor het eerst geldig gepubliceerd in 1905 door G. B. Sowerby III.